# Зелена революція
Зеле́на револю́ція — комплекс змін в сільському господарстві країн, що розвиваються, відбувалися в 1940-х — 1970-х роках і привели до значного збільшення світової сільськогосподарської продукції. Суть революції полягала у запровадженні сучасної агротехніки, значних капіталовкладень у природу, створення нових високоврожайних сортів сільськогосподарських культур, розширення іригації, широкого застосування добрив, пестицидів, сучасної техніки. Інтенсивний розвиток галузі прийшов на заміну традиційному шляху, через збільшення площ виробництва без великих капіталовкладень або з підвищенням затрат живої праці без відповідного агротехнічного прогресу. Найбільшого поширення зелена революція набула в Мексиці, Філіппінах, Пакистані, Індії, Колумбії, Нігерії, Перу, Африці.